# Cedrate
Cedrate (Cedràa nel locale dialetto varesotto) è un rione del comune di Gallarate, in provincia di Varese, posto nella zona nord-orientale della città, in direzione di Cassano Magnago, col quale costituisce conurbazione.
Fu un comune autonomo della provincia di Milano fino al 1869, anno in cui venne annesso al comune di Gallarate.

## Storia
Cedrate è un piccolo centro di antica origine. Durante l'Impero Romano appartenne alla pieve di Gallarate, sotto la contea del Seprio. Dopo la caduta di Castelseprio del 1287, Cedrate e la pieve furono integrate al Ducato di Milano. 
Al censimento del 1751 risultavano 262 abitanti. Nel 1786 entrò nella neocostituita Provincia di Varese, soppressa cinque anni dopo.
In età napoleonica il comune di Cedrate venne dapprima aggregato a quello di Cassano Magnago nel 1809, e poi a quello di Gallarate nel 1811, recuperando però l'autonomia nel 1816, con la costituzione del Regno Lombardo-Veneto.
All'Unità d'Italia (1861) il comune di Cedrate contava 790 abitanti ma venne nuovamente soppresso e aggregato ancora a Gallarate nel 1869. Successivamente, a causa dell'espansione edilizia, il centro abitato venne inglobato nell'area urbana.

## Infrastrutture e trasporti
Fra il 1931 e il 1951 la località era servita da una diramazione proveniente da Gallarate della tranvia Milano-Gallarate, gestita dalla STIE.